# Groupe Dziga Vertov
Le Groupe Dziga Vertov est un collectif cinématographique fondé en 1968 par Jean-Luc Godard et Jean-Pierre Gorin afin de produire des films militants d'orientation maoïste. Le nom du collectif fait référence au cinéma soviétique d'avant-garde et plus particulièrement au réalisateur soviétique Dziga Vertov (1896-1954), son ciné-œil et son cinéma-vérité, mais il est aussi influencé par les idées de Bertolt Brecht (1898-1956). Tous les films sont signés collectivement. Le groupe se dissout peu de temps après avoir réalisé Lettre à Jane en 1972.
- 1968 : Un film comme les autres
- 1969 : British Sounds
- 1969 : Pravda
- 1969 : Le Vent d'est
- 1969 : Luttes en Italie (Lotte in Italia)
- 1970 : Jusqu’à la victoire (Méthodes de pensée et de travail de la révolution palestinienne) (inachevé, repris dans Ici et ailleurs)
- 1971 : Vladimir et Rosa (Wladimir und Rosa)
- 1972 : Tout va bien
- 1972 : Lettre à Jane (Letter to Jane)

## Membres du groupe

### Jean-Luc Godard
Après Mai 68, Jean-Luc Godard (1930-2022) ne veut plus travailler seul. Sa position est à l'extrême opposé de la « politique des auteurs » prônée par son collègue et ami François Truffaut (ils se disputeront bientôt furieusement et irrémédiablement), pour Godard l'auteur n'existe plus :

« Abandonner la notion d'auteur, telle qu'elle était. C'est là qu'on voit la trahison, le révisionnisme intégral. La notion d'auteur est complètement réactionnaire. »

— Jean-Luc Godard
Godard ne croit plus aux possibilités de subvertir le cinéma par l'intérieur du système, et entame une nouvelle phase de sa carrière au cours de laquelle il tente de repenser la manière de faire du cinéma, le langage cinématographique, et d'imaginer la possibilité concrète de sa refondation : d'autres images, d'autres mots, et surtout un autre rapport entre le son et l'image.
L'homme de cinéma est donc dans sa pensée post-soixante-huitarde un philosophe, mais un philosophe matérialiste, et sa tâche à cette époque est de produire un cinéma matérialiste pour lutter contre l'idéologie bourgeoise ; un cinéma d'avant-garde et de rupture non seulement contre la cinématographie officielle mais aussi contre les malentendus du cinéma progressiste.

### Jean-Pierre Gorin
La rencontre avec Jean-Pierre Gorin (né en 1943), alors jeune journaliste de la page culturelle du Monde, a lieu en 1967 lors de recherches pour le film La Chinoise. Bien qu'il ne soit pas un militant, il est très proche de certains membres de l'UJC(ml), l'Union des jeunesses communistes marxistes-léninistes qui organise les étudiants maoïstes français depuis décembre 1966. Lors d'un dîner auquel est également présent le célèbre critique communiste Georges Sadoul, Godard est frappé par les idées de Gorin sur un véritable cinéma politique. Les deux hommes commencent à se fréquenter. Lorsque, pendant les troubles du mois de mai 68, Godard commence à travailler sur des Ciné-tracts, des courts métrages de quelques minutes chacun, non signés par leurs auteurs, Gorin fait partie de ses collaborateurs.
La même année 1968, le réalisateur commande à Gorin et Nathalie Biard un scénario intitulé Un film français, que les deux hommes écrivent entre mai et juin, dont le sujet est une journée dans la vie de jeunes de vingt ans à la recherche de nouvelles voies politiques dans la musique, le théâtre, le cinéma et l'édition. Godard tournera ensuite Un film comme les autres en vitesse et avec un budget réduit à la fin du mois de juillet.

### Jean-Henri Roger
Godard a rencontré Jean-Henri Roger (1949-2012), alors étudiant et militant maoïste de 20 ans, à l'automne 1968 lors d'un cours à l'IFC, Institut de formation cinématographique. Les deux hommes se sont liés d'amitié et ont commencé à se fréquenter. Godard habite dans le haut de la rue Saint-Jacques, les deux hommes se retrouvent souvent pour le petit-déjeuner au café La Favorite, dans le boulevard Saint-Michel voisin : ils parlent de critique cinématographique et de politique, ils envisagent de rompre avec l'ancienne façon de faire des films. Godard répète à ce moment de sa carrière artistique, après la rupture politique de Soixante-Huit,

« ...la forte volonté de rompre avec la façon de faire du cinéma alors en vogue, tant au niveau de la production que de la distribution. Et ce désir se manifeste par la disparition de son nom, son nom d'auteur, du générique. Mais ces films sont clairement de Godard, Godard s'interrogeant sur lui-même avec d'autres. »

— Jean-Henri Roger
La seconde épouse de Godard, Anne Wiazemsky, date cette rencontre avec Roger comme le début de l'engagement collectif de son mari, et vit mal l'arrivée du jeune homme dans l'appartement du couple :

« Il a atterri dans la maison, nous a pris pour sa mère et son père. Il a fait de moi sa mère alors que je n'avais que vingt ans. »

— Anne Wiazemsky

### Armand Marco
Le cadreur Armand Marco (né en 1938), que Godard rencontre en 1967 lors des manifestations contre la guerre du Vietnam, travaille avec le réalisateur sur l'épisode L'amore du film collectif La Contestation, ainsi que sur quelques Ciné-tracts. Il ne rejoint activement le groupe Dziga Vertov qu'à partir de l'automne 1969, lors de la post-production de Vent d'Est.

## Filmographie
Les films produits par le groupe ont été qualifiés par les critiques de l'époque d'abstraits, d'intellectualistes, de laids formellement et d'insupportablement lourds par rapport aux films précédents de Godard. Pendant près de deux décennies, ils ont littéralement disparu des biographies du réalisateur franco-suisse jusqu'à ce qu'ils soient redécouverts, grâce à l'éloignement du temps (et à la restauration des copies) ; aujourd'hui, les critiques y voient un vertige esthétique continu, une expérimentation formelle rigoureuse et une enquête sur le langage du cinéma.

### Un film comme les autres
Le tournage se déroule avec une caméra 16 mm sur un champ herbeux abandonné à Flins-sur-Seine, en juillet 1968. Le réalisateur, influencé par les événements du Mai 68 français au cours desquels il avait travaillé sur des Cinétracts, se lance avec Un film comme les autres dans la première tentative d'expérimentation d'un nouveau langage cinématographique qui échapperait aux règles industrielles et bouleverserait les principes formels et esthétiques d'un art défini comme « bourgeois » au sens marxiste. Le film est a posteriori revendiqué par le Groupe Dziga Vertov.

### British Sounds
La première œuvre à proprement parler du Groupe Dziga Vertov est le film British Sounds, une commande de la télévision britannique à la petite société de production Kestrel Films. Il s'agit d'un documentaire sur les fractions minoritaires de la gauche parlementaire anglaise, que Godard et Roger ont tourné en février 1969 avec des syndicalistes d'obédience trotskiste, des étudiants, des ouvriers de la British Motor Corporation et des militantes féministes de la revue Black Dwarf. L'intention explicite des auteurs est de dissocier le film de la bande sonore afin de critiquer l'image par le son et de déconstruire le cinéma traditionnel.

### Pravda
Pravda, le deuxième film du groupe a pour origine une commande du directeur de la Télévision tchécoslovaque (Československá televize, ČST) pour filmer le congrès du parti communiste de Tchécoslovaquie sous la direction du secrétaire Alexander Dubček pendant le printemps de Prague en 1968. En août, cependant, les troupes du Pacte de Varsovie envahissent militairement le pays et mettent un terme à la progression des communistes locaux vers l'indépendance politique vis-à-vis de l'Union soviétique. Godard et Roger partent néanmoins à Prague en avril 1969 avec un budget de 6 000 dollars du producteur américain Grove Press, mais ils se rendent vite compte qu'il est impossible de parler aux dissidents dans le pays occupé, et reviennent chez eux avec peu de métrage, ce qui leur permettra à peine de produire un film de 58 minutes.

### Le Vent d'est
En 1969, Godard, Roger et Wiazemsky partent avec le militant étudiant Daniel Cohn-Bendit pour Rome, où ils ont l'intention de travailler sur un « western politique », ou plutôt un « western spaghetti gauchiste », avec Gian Maria Volonté comme acteur-vedette. Le réalisateur Marco Ferreri, un militant de Lotta continua, est également impliqué dans le projet Le Vent d'est. Le financement est important, 220 000 dollars, le plus gros budget que Godard ait eu jusqu'alors. Jean-Pierre Gorin ne peut pas participer, il est hospitalisé à Paris à la suite d'un accident de moto, mais il arrivera en cours de tournage pour corriger les positions trop « anarchiques » de Cohn-Bendit.
Le résultat est un pot-pourri sans rime ni raison, avec la vedette italienne Gian Maria Volonté sous-utilisée et filmée comme un simple figurant. Exaspérée par l'influence que les jeunes maoïstes dogmatiques exercent sur son mari, Anne Wiazemsky part avec un autre homme et Godard revient à Paris en juin 1969, en proie à la dépression ; après une tentative de suicide maladroite aux barbituriques, il tente même de se jeter par la fenêtre, bloqué au dernier moment par un ami passant par hasard. Le chaos filmé acquiert finalement la forme d'un film au cours des quatre mois de montage par Godard et Gorin.
À partir de Vent d'est, Jean Henri Roger joue un rôle mineur dans le groupe, derrière Godard et Gorin ; tous les autres noms inclus à divers titres n'interviennent qu'à la remorque de ces deux-là : Paul Bourron, Anne Wiazemsky, Nathalie Biard, Raphaël Sorin et Isabel Pons. La diffusion des films est fortement limitée à quelques festivals européens et quelques campus américains, au point que l'on peut parler de « films invisibles ».

### L'officialisation du Groupe Dziga Vertov
Le nom du groupe, référence à la célèbre collaboration entre les célèbres frères du cinéma soviétique (le chef opérateur Boris Kaufman et le réalisateur Dziga Vertov), aurait été imaginé par Jean-Pierre Gorin sur son lit d'hôpital au printemps 1969 lors d'une visite de Godard. Ce dernier voit également une opposition esthétique et politique dans ce choix.

« Dziga Vertov, non pas pour appliquer son programme, mais pour le prendre comme porte-drapeau par rapport à Eisenstein qui, à l'analyse, était déjà un cinéaste révisionniste, alors que Vertov, au début du cinéma bolchevique, avait tout une autre théorie consistant à ouvrir les yeux et à montrer le monde au nom de la dictature du prolétariat. »

— Jean-Luc Godard
Le nom du groupe est donc né pendant le tournage de Vent d'Est, mais ni ce film (qui n'a pas de générique de début ou de fin) ni aucun autre ne sera jamais signé « Groupe Dziga Vertov ». L'acronyme collectif apparaît plutôt dans les conférences, les entretiens et les textes écrits. Son slogan est l'intention de « ne pas faire de films politiques, mais de faire des films politiquement », ce qui est évidemment le point culminant d'une évolution godardienne allant des films « brechtiens » (Les Carabiniers) aux films d'investigation (Deux ou trois choses que je sais d'elle ou Masculin féminin) et jusqu'aux films de didactique politique (La Chinoise et Le Gai Savoir). Concrètement, son slogan signifie que si un film n'est pas « politiquement pensé » dès sa réalisation, il ne peut jouer un rôle politique efficace ; tout au plus peut-il avoir une fonction consolatrice, par exemple galvaniser les militants ou choquer les spectateurs démocrates par la brutalité policière.

« Pour rompre définitivement avec une certaine façon de faire du cinéma, il fallait commencer par rompre avec le concept classique de rupture. Ce fut - et c'est toujours - le début d'un long travail de style nouveau »

, explique Jean-Luc Godard en 1972 sur la série de films réalisés par le groupe Dziga Vertov.
La paternité de British Sounds et de Pravda est revendiquée rétrospectivement par le Groupe.

### Luttes en Italie
Le quatrième film du groupe, Luttes en Italie, est produit par Rai avec la petite société de production Cosmoseion Roma et Anouchka Films (propriété de Godard). Censé être un film dont le décor et le tournage se déroulent en Italie, la quasi-totalité du tournage a lieu en réalité dans l'appartement de Godard et Wiazemsky à Paris. Cependant, l'actrice principale est une actrice italienne, Cristiana Tullio-Altan, qui avait déjà eu un petit rôle dans Vent d'est. Quelques séquences sont également filmées fin décembre 1969 dans la banlieue industrielle de Milan, ainsi que dans une usine de Roubaix.
C'est le seul film du groupe que l'on peut attribuer davantage à Gorin qu'à Godard ; le jeune homme s'est inspiré de textes du philosophe marxiste Louis Althusser, qui aurait pleuré de joie en assistant à une projection privée. D'un point de vue idéologique, c'est le film théorique le plus parfait et le plus exemplaire du groupe Dziga Vertov.
La Rai a rejeté le film, comme il fallait s'y attendre.

### Jusqu'à la victoire
En février 1969, Yasser Arafat devient président de l'Organisation de libération de la Palestine : son parti, le Fatah, fonde un studio cinématographique dans le cadre de sa propagande politique. Godard est contacté par l'intermédiaire de la Ligue arabe, reçoit une avance de 6 000 dollars et une invitation à tourner un film dans des camps de réfugiés au Liban et en Jordanie.
Avec Armand Marco, qui devient le troisième membre actif du groupe, Godard et Gorin rédigent le scénario de Jusqu'à la victoire, qui ne verra jamais le jour en tant que tel, mais dont la matière sera intégrée à Ici et ailleurs lorsque Godard fera équipe avec Anne-Marie Miéville en 1976. Ils se rendent tous les trois au moins six fois au Moyen-Orient entre mars et août 1970. Entre-temps, Godard est en pleine crise conjugale avec Anne Wiazemsky.
Jusqu'à la victoire n'a jamais été monté dans sa forme finale, Godard et Gorin refusant de faire un simple film de propagande comme le demandait la production, un film « progressiste et démocratique » qui montrerait au monde les raisons des Palestiniens. Survient alors la tragédie de Septembre noir, le massacre dans les camps palestiniens d'Amman ordonné par le roi Hussein de Jordanie. L'amertume de constater que de nombreux hommes et femmes qui apparaissent sur les images sont déjà morts déprime les auteurs au point d'abandonner le projet.
Bien après la fin du groupe Dziga-Vertov, Jusqu'à la victoire est ensuite remonté par Godard et Anne-Marie Miéville pour le film Ici et ailleurs qui sort en septembre 1976.

### Vladimir et Rosa
Godard reçoit une nouvelle commande pour un film qui s'avère être la seule œuvre sur laquelle il a réellement travaillé en groupe. Le tournage a eu lieu entre fin août et mi-septembre 1970 à Paris, dans un studio de la rue de Rennes. Le titre, faisant allusion à Vladimir Lénine et Rosa Luxemburg, n'est destiné qu'à attirer les financements allemands, en réalité le sujet est le procès des Huit de Chicago, des représentants de l'extrême gauche américaine accusés d'avoir provoqué une émeute lors de la convention démocrate de Chicago en août 1968. Les accusés, qui n'ont finalement été condamnés que pour « outrage à la cour », avaient transformé les audiences en un spectacle aux dialogues burlesques aux accents brechtiens, et le procès en une sorte de cirque de six mois.
Godard et Gorin étudient les procès-verbaux des audiences, leur but étant de « retourner le spectacle contre le pouvoir de la bourgeoisie ». Dans ce film comique et profondément farceur, les deux auteurs apparaissent également dans le film comme des acteurs, en tant que policiers équipés de matraques.
Le film, officiellement le dernier du groupe Dziga Vertov, est une sorte de « journal télévisé reconstitué » comme ceux que Georges Méliès mettait en scène en utilisant des acteurs à la place des rois et des généraux, mais dans un style agit-prop, entre Maïakovski et Brecht.

### Le déclin du groupe
Le mariage de Godard est au cœur de la crise, la séparation avec Wiazemsky devient effective et irrémédiable. Sa femme et actrice accuse Jean-Pierre Gorin :

« Il a amené le pire à Godard, l'entraînant vers un cinéma qui, profondément, n'était pas le sien. Il a fait le vide autour de Jean-Luc. Je suis partie pour cela, parce que Gorin a fini par “vivre” avec lui à ma place. Il était comme un commissaire politique et une grande part de mes problèmes avec Jean-Luc date de l'arrivée de Gorin. »

— Anne Wiazemsky
Wiazemsky quitte l'appartement de la rue Saint-Jacques en novembre 1970. Godard, après avoir été hospitalisé pour dépression, s'est isolé de tous, entouré uniquement du groupe Dziga Vertov, c'est-à-dire de Jean-Pierre Gorin. Les deux travaillent en symbiose sur la perspective d'une œuvre faite d'« objets visuels non identifiés ». Ils travaillent tous les jours, de 10 heures à 2 heures du matin, jusqu'en 1972, s'étendant parfois à des réunions avec l'ensemble du groupe. Les projets pratiques comprennent la récupération du film censuré, inédit et perdu d'Eisenstein, Le Pré de Béjine (1937), qu'ils s'efforcent de récupérer image par image à partir d'archives et de collections. Ils ont également travaillé en 1971 sur une publicité, avec Juliet Berto en vedette, pour une crème à raser.
Godard fait la tournée des campus universitaires américains, où circulent ses films les plus politiques. Il devient une icône parmi les étudiants les plus radicaux. Il obtient un contrat pour cinq nouveaux films (le premier est censé être une adaptation cinématographique du 18 Brumaire de Louis Bonaparte de Karl Marx, mais le projet ne sera mené à terme).
Le 27 avril 1970, Godard et Gorin sont séquestrés pendant quelques heures par un groupe de manifestants maoïstes à Minneapolis.

### Tout va bienetLettre à Jane
Le dernier acte du Groupe Dziga Vertov est le tournage du film Tout va bien. Il s'agit, une fois n'est pas coutume, d'une grande production internationale avec Jane Fonda et Yves Montand en vedette. Gorin y est favorable. Marco est contre, et tout le monde sait que ce travail signifie réintégrer le « système », mais économiquement ils n'ont pas le choix, il n'y a plus de fonds.
Le 9 juin 1971, alors qu'il travaille sur le film, Jean-Luc Godard a un grave accident de voiture : la moto de sa monteuse Christine Aya, qui l'avait pris en stop, s'écrase sur la chaussée pour éviter une collision alors qu'elle était en double file. Le cinéaste est renversé par un bus et souffre de multiples fractures du bassin, de cinq côtes cassées et d'un traumatisme crânien. Le travail sur le film avance lentement, supervisé par Gorin, qui convainc également Jane Fonda à force de flatteries et de menaces de ne pas abandonner le tournage. Godard ne parvient pas à se remettre sur pied avant le début de 1972, les deux acteurs refusant de travailler avec Gorin seul.
Lors de la présentation à la presse du film Tout va bien, au lieu de parler du long métrage, Godard et Gorin proposent aux journalistes une réflexion critique sur une photographie de l'actrice Jane Fonda au Viêt-Nam publiée dans L'Express du 31 juillet 1972, c'est-à-dire peu après la fin du film. Selon les deux auteurs du Groupe Dziga Vertov, l'analyse de la photo peut aider à répondre à la question « Que doivent faire les intellectuels pour la révolution ? ». Les deux réalisateurs travaillent sur Lettre à Jane en une seule journée d'août 1972 à la table de montage, pour le coût minuscule de 500 dollars.
Le groupe se désintègre à la fin de 1972. Jaloux de l'attention médiatique pour le « retour de Godard » en tant que réalisateur « commercial », Jean-Pierre Gorin voudrait faire un film à lui, en récupérant le scénario d'Un film français qu'il avait écrit en 1968 ; il échoue, il est tenté par l'héroïne. Début 1973, il quitte tout, Godard, Dziga Vertov et la France ; après un passage au Maroc et un an au Mexique, il arrive aux États-Unis, travaille sur Apocalypse Now de Francis Ford Coppola puis s'installe à l'université de La Jolla à San Diego.
La désintégration du groupe Dziga Vertov est suivie, pour Godard, d'une autre rupture dramatique, cette fois avec son ami de toujours, François Truffaut, dont Godard méprise le dernier film, La Nuit américaine. Leur éloignement sera brutal et définitif, sans possibilité de réconciliation jusqu'à la mort précoce de Truffaut, dix ans plus tard.